# Taina (Vorname)
Taina oder Tainá ist ein weiblicher Vorname.

## Herkunft und Bedeutung
Der Name ist die finnische Kurzform von Tatjana.
Tainá, bzw. Thainá ist ein brasilianischer Vorname aus der Sprache der Tupi Guarani und bedeutet „Stern“. Nach der Legende der Carajá war Tainá-can ein großer Stern, der wie ein Gott verehrt wurde. Einmal im Jahr besuchte er in Gestalt eines alten Mannes das Land und brachte den Carajá bei wie man Maniok und Mais anbaute. Der Name Tainá gehört zu den beliebtesten indigenen Vornamen in Brasilien.

## Bekannte Namensträgerinnen
- Taina Elg (1930–2025), finnisch-US-amerikanische Tänzerin und Schauspielerin
- Taina Murtomäki (* 1968), finnische Biathletin
- Taina Bofferding (* 1982), luxemburgische Politikerin (LSAP)
- Tainá Silva Bigi (* 1995), brasilianische Beachvolleyballspielerin